# Список президентів Ефіопії
У статті подано список президентів Ефіопії від 1987 року до теперішнього часу.

## Список
| №                                           | Ім'я (роки життя)                      | Фото                                 | Початок терміну | Закінчення терміну | Політична партія                      |
| ------------------------------------------- | -------------------------------------- | ------------------------------------ | --------------- | ------------------ | ------------------------------------- |
| Народно-Демократична Республіка Ефіопія     |                                        |                                      |                 |                    |                                       |
| 1                                           | Менгисту Хайле Маріам (1937-)          |                                      | 10 вересня 1987 | 21 травня 1991     | Робітнича партія Ефіопії              |
| —                                           | Тесфає Гебре Кідан (в. о.) (1935–2004) |                                      | 21 травня 1991  | 28 травня 1991     | Робітнича партія Ефіопії              |
| Перехідний уряд                             |                                        |                                      |                 |                    |                                       |
| —                                           | Мелес Зенаві (в. о.) (1955–2012)       |                                      | 28 травня 1991  | 22 серпня 1995     | Тиграйський народний визвольний фронт |
| Федеративна Демократична Республіка Ефіопія |                                        |                                      |                 |                    |                                       |
| 2                                           | Негассо Гідада (1943-)                 |                                      | 22 серпня 1995  | 8 жовтня 2001      | Демократична організація оромо        |
| 3                                           | Гирмен Вольд-Гіоргіс Лука (1924-)      | Файл:President+girma woldegorgis.jpg | 8 жовтня 2001   | 7 жовтня 2013      | Незалежний                            |
| 4                                           | Мулату Тешоме (1955/56-)               |                                      | 7 жовтня 2013   | 25 жовтня 2018     | Демократична організація оромо        |
| 5                                           | Сахле-Ворк Зевде (1950-)               |                                      | 25 жовтня 2018  | Нині на посаді     | Незалежна                             |